# Renan Dal Zotto
Renan Dal Zotto (São Leopoldo, Río Grande del Sur; 19 de julio de 1960), más conocido como Renan, es un exjugador de voleibol brasileño que compitió en tres Juegos Olímpicos de verano y ex entrenador en jefe del equipo nacional masculino de voleibol de Brasil. Nació en São Leopoldo, Río Grande del Sur. En 1980, formó parte de la selección brasileña que terminó en quinto lugar en el torneo olímpico. Jugó cinco partidos.
Cuatro años después, Renan ganó la medalla de plata con la selección brasileña en el torneo olímpico de 1984. Jugó los seis partidos. En los Juegos de 1988, fue miembro del equipo brasileño que terminó cuarto en el torneo olímpico de 1988. Jugó los siete partidos.
En 2015, Renan fue incluido en el Salón de la Fama del Voleibol Internacional. 

## Entrenamiento
Como entrenador, Renan trabajó principalmente con clubes de Brasil, además de una temporada en Italia, todo en las décadas de 1990 y 2000.
En 2017, fue nombrado nuevo entrenador en jefe de la selección masculina de Brasil, en reemplazo de Bernardo Rezende, quien estuvo en el cargo durante los últimos dieciséis años. 
Renan también fue disciplinado por la FIVB cuando las cámaras lo mostraron claramente haciendo rodar intencionalmente una pelota en la cancha a mitad de un peloteo. Esto ocurrió durante un importante quinto set en 2018 contra Rusia. En su declaración, no se disculpó por el incidente ni admitió culpa.